# Splinder
Splinder è stata una piattaforma blog in lingua italiana, creata nel 2001 e pubblicata online nel novembre 2002 dalla società Tipic Inc., che lanciò anche una versione analoga per il mondo anglosassone, denominata Motime (acronimo di "MOre Than Instant MEssaging).
Rilevata il 12 ottobre 2006 dal Gruppo Dada, il 22 novembre 2011 venne comunicata la sua dismissione, avvenuta il 31 gennaio 2012 con la chiusura del suoi servizi online.
Come affermato dal suo stesso fondatore Marco Palombi, il nome "Splinder" non aveva alcun significato, essendo una parola inventata che fosse semplice da memorizzare.

## Servizi e tecnologia
Splinder mostrava in evidenza nella sua home page gli utenti e i contenuti pubblicati ed offriva funzionalità di blog, multimedia e messaggistica istantanea, nonché un motore di ricerca e un servizio a metà strada tra il blogging e il social networking.
All'interno della community di Splinder si poteva usufruire di una chat per comunicare con gli altri utenti, di un servizio di messaggistica privata, di script che mostravano agli utenti registrati i visitatori del proprio profilo e, per alcuni anni, di una webmail con dominio splinder.com. La registrazione era gratuita, ma era possibile acquistare un abbonamento "PRO" che consentiva l'accesso a funzionalità aggiuntive.
La tecnologia di sviluppo si basava soprattutto su software libero e standard aperti, in particolare Linux, Drupal, PHP ed XMPP (ex Jabber).

## Storia
L'idea alla base della creazione di Splinder fu descritta da Marco Palombi in un suo post personale pubblicato nell'aprile 2001 ed intitolato The Lonely Net, in cui egli osservò che all'epoca la navigazione in Internet era un'esperienza solitaria in cui si ignorava cosa stessero facendo gli altri utenti collegati in rete e quali fossero i loro interessi, non essendoci una vera comunicazione diretta tra di loro. Per superare questa logica e trovare una convergenza tra gli strumenti di comunicazione e quelli di consultazione dei contenuti online, Marco Palombi collaborò con Francesco Delfino e Paolo Werbrouck per lo sviluppo di una piattaforma di blogging basata su Drupal, includendo in essa la messaggistica istantanea di TipicIM basata su Jabber. L'idea venne ulteriormente perfezionata con l'arrivo di Fabio Cabula e Andrea Santagata, i quali progettarono i requisiti funzionali di Splinder.
Il 12 ottobre 2006 la società Tipic Inc., che all'epoca contava 220.000 blog attivi e 320.000 utenti registrati tra Splinder e Motime, venne acquistata da Dada del Gruppo Rcs tramite la controllata Dada US Inc. per 4,5 milioni di euro.
Tra il 2006 e il 2007 Splinder promosse diverse iniziative, tra cui l'inchiesta sui blog italiani Diario Aperto in collaborazione con SWG, Università di Trieste e Punto Informatico, e l'evento annuale di incontro dal vivo degli utenti della community di Splinder, denominato SplinderNight e svoltosi in due sole edizioni, a Milano il 14 novembre 2006 e a Roma il 9 novembre 2007.
A partire dal 2008 (anno in cui arrivò a contare 400.000 blog aperti e 600.000 utenti registrati), Splinder vide progressivamente calare la propria utenza attiva per via della mancanza di investimenti nel progetto e della concorrenza dei social network e di altre piattaforme di blogging simili, come WordPress.com (lanciato alla fine del 2005) e Blogger (reso disponibile in italiano alla fine del 2006). A causa di ciò, il 22 novembre 2011 Splinder annunciò ufficialmente la chiusura della piattaforma con decorrenza dal 31 gennaio 2012. Subito dopo tale annuncio, Banzai Media si offrì per rilevare la gestione di Splinder, ma la proposta venne rifiutata dalla dirigenza di Dada.
Poco prima della chiusura definitiva, divenuta effettiva il 31 gennaio 2012, Splinder contava più di 470.000 blog aperti e 745.000 utenti registrati.